# Бик-Утеево
Бик-Уте́ево (тат. Бик-Үти) — деревня в Буинском районе Республики Татарстан, административный центр Бик-Утеевского сельского поселения.

## География
Село находится на границе с Чувашской Республикой, в 26 километрах к северо-западу от города Буинска.

## История
В окрестностях деревни выявлен археологический памятник эпохи поздней бронзы — Бик-Утеевские курганы.
Деревня основана в XVI веке. 
В XVIII — первой половине XIX века жители относились к сословию государственных крестьян. Занимались земледелием, разведением скота. 
В «Списке населенных мест по сведениям 1859 года», изданном в 1866 году, населённый пункт упомянут как казённые деревни Утеево и Биково 2-го стана Тетюшского уезда Казанской губернии. Располагались при речке Большой Буле, по правую сторону торгового тракта из Буинска в Цывильск, в 50 верстах от уездного города Тетюши и в 4 верстах от становой квартиры во владельческом селе Знаменское (Чипчаги). В деревнях в 111 дворах жили 600 человек (301 мужчина и 299 женщин). Была мечеть, при которой работал мектеб.
В начале XX века здесь также действовали 2 ветряные мельницы, кузница, мануфактурная и 4 мелочные лавки. В этот период земельный надел сельской общины составлял 2453,4 десятины. 
До 1920 года село входило в Алькеевскую волость Тетюшского уезда Казанской губернии. С 1920 года в составе Тетюшского, с 1927 года — Буинского кантонов ТАССР. С 10 августа 1930 года в Буинском районе.
В 1930 году в деревне был организован колхоз «Спартак», с 1993 года Ассоциация крестьянских хозяйств «Марс», с 2010 года Общество с ограниченной ответственностью «Сельскохозяйственное предприятие «Бола».

## Население
| 1859 | 1897  | 1908   | 1920   | 1926  | 1938  | 1949  | 1958  | 1970  | 1979  | 1989  | 2000  | 2010 | 2015 |
| ---- | ----- | ------ | ------ | ----- | ----- | ----- | ----- | ----- | ----- | ----- | ----- | ---- | ---- |
| 600  | 830 ↗ | 1245 ↗ | 1221 ↘ | 965 ↘ | 928 ↘ | 745 ↘ | 632 ↘ | 783 ↗ | 742 ↘ | 323 ↘ | 330 ↗ | 268↘ | 304↗ |

Национальный состав села — татары.

## Экономика
Жители работают преимущественно в сельскохозяйственном предприятии «Бола» и крестьянском фермерском хозяйстве, занимаются полеводством, мясо-молочным скотоводством. 

## Инфраструктура
Неполная средняя школа, дом культуры, детский сад, фельдшерско-акушерский пункт, библиотека.

## Религия
2 мечети.